# جولین ریستر
 جولین ریستر (انگلیسی: Julian Reister؛ زادهٔ ۲ آوریل ۱۹۸۶) یک تنیس‌باز اهل آلمان است. 